# The Go-Betweens
The Go-Betweens fue una banda australiana de indie pop formada en Brisbane, Queensland en 1977. Liderada por los cantantes y guitarristas Robert Forster y Grant McLennan, su música tuvo una gran influencia en grupos indie pop surgidos a partir de la década de 1980. ̟
La primera formación de la banda se completó con Lissa Ross en la batería hasta 1978, sustituida por Tim Mustapha hasta 1979. En su periodo clásico el grupo incluyó a Lindy Morrison, Robert Vickers y Amanda Brown. Forster y McLennan reformaron The Go-Betweens en 2000 con una nueva formación que incluía a Glenn Thompson y Adele Pickvance. La banda se disolvió nuevamente tras la muerte de McLennan, el 6 de mayo de 2006.

## Historia
Robert Forster y Grant McLennan se conocieron en la Universidad de Queensland, donde ambos estaban tomando un curso de artes escénicas. Forster en voz, composición y guitarra, y McLennan en voz, composición y bajo, formaron The Go-Betweens en diciembre de 1977. El nombre de la banda fue tomado de la novela de L.P. Hartley The Go-Between. Hicieron su primera aparición pública como soporte de la banda The Numbers en Brisbane a principios de abril de 1978.
Interpretamos dos canciones, y tan pronto como bajamos del escenario, Mark Callaghan, Robert Vickers - los conocimos a todos, en cinco minutos... Inmediatamente nos pidieron que hiciéramos un segundo show. —Robert Forster
Sus primeras grabaciones, «Lee Remick» y «Karen» en 1978 y «People Say» en 1979, eran sencillas canciones pop influidas tanto por el new wave como por el pop de The Monkees y el minimalismo de The Velvet Underground. En 1979 abandonaron Australia para instalarse en la localidad escocesa de Glasgow, donde grabarían en la compañía independiente Postcard Records, sede de bandas como Orange Juice, Aztec Camera y Josef K. Poco después, al igual que sus amigos y compatriotas The Birthday Party, se trasladarían a Londres, y se establecieron como parte de la escena musical de la capital británica.
Su primer álbum, Send Me A Lullaby, fue grabado en 1982 en el sello londinense Rough Trade. Para entonces ya habían desarrollado una personalidad propia basada en sus intereses literarios, cantar mediante fraseos e interpretar guitarras melódicas e inquietas, inspiradas en grupos como Television, Wire o Talking Heads. Un año después, su segundo disco Before Hollywood les consolidó un seguimiento de culto en la escena británica, y el sencillo de MacLennan «Cattle and Cane» se convirtió en un éxito en las listas independientes del país.
Durante el resto de la década de los ochenta, la banda realizó numerosas giras y lanzó canciones que fueron éxitos en radios alternativas como «Spring Rain» (1986) y «Streets of Your Town» (1988), pero solo alcanzaron peldaños menores en las listas de ventas. Esta situación sorprendió a periodistas musicales, al punto que su escaso éxito comercial se convirtió en un tópico de la prensa sobre el grupo. Sus álbumes Spring Hill Fair (1984) y Liberty Belle and the Black Diamond Express (1986) recibieron críticas positivas y mostraron la transición del grupo hacia un sonido más depurado y contemporáneo, aunque mantuvieron elementos del sonido característico de sus primeros trabajos. Los últimos LP de su primera etapa, Tallulah (1987) y 16 Lovers Lane (1988), siguieron sin alcanzar las listas de éxitos, a pesar de ser considerados los discos más comerciales que el grupo había grabado hasta entonces. En 1989, después de seis discos publicados, Forster y McLennan decidieron disolver la banda.
En la década de los noventa, los dos líderes del grupo iniciaron sendas carreras en solitario, aunque pronto fueron convocados por la publicación francesa Les Inrockuptibles para interpretar juntos con motivo del décimo aniversario de la revista.
En 2000, Forster y McLennan decidieron refundar la banda, y con la colaboración de las tres integrantes del grupo Sleater-Kinney, Elliott Smith y Stephen Malkmus grabaron el álbum The Friends Of Rachel Worth. El reconocimiento de la industria musical de su país llegaría en 2005, al ganar un Premio ARIA al Mejor álbum adulto contemporáneo por su disco Oceans Apart.
El 6 de mayo de 2006 Grant McLennan murió de un ataque al corazón a la edad de 48 años mientras preparaba una fiesta en su casa de Brisbane. En el primer aniversario de la muerte de McLennan se celebró un concierto en homenaje a The Go-Betweens en su ciudad natal, y posteriormente se editó un disco de tributo a la banda titulado Write Your Adventures Down, grabado por artistas participantes en el evento.

## Legado e influencia
La parte central del grupo fueron las composiciones de Forster y McLennan. El crítico Robert Christgau los describió como el mejor dúo de compositores de los años ochenta. Cada uno de ellos desarrolló un estilo propio, pero complementarios entre sí; mientras las canciones de Forster se caracterizaban por sus aristas, su angustia e ironía, las composiciones de McLennan eran generalmente más reposadas y sensibles, sus letras a menudo se basan en el estudio de personajes y el discurso indirecto. Sin haber conseguido nunca un sencillo en las listas Top 50 de Australia o Reino Unido, un hecho que desconcertó a sus seguidores en la prensa, tuvieron algunos éxitos menores, comenzando con «Spring Rain», que se coló en los peldaños bajos de las listas australianas en 1986, «Right Here» se ubicó en puestos bajos en las listas del Reino Unido y «Streets of Your Town», el primer sencillo de 16 Lovers Lane de 1988, alcanzó el Top 100 tanto en Australia como el Reino Unido.

En mayo del 2001, «Cattle and Cane», escrita por McLennan, fue seleccionada por la Australasian Performing Right Association (APRA) como una de las 30 mejores canciones australianas de todos los tiempos. McLennan describió la escritura de la letra:
Escribí (la canción) para complacer a mi madre. Ella no lo ha escuchado todavía porque mi madre y mi padrastro viven (en una estación de ganado) y no pueden obtener electricidad de 240 voltios allí, así que tengo que cantarle por teléfono [...] No me gusta la palabra nostálgico; para mí, es un anhelo descuidado por el pasado, y no estoy tratando de hacer eso en esa canción. Solo estoy tratando de poner tres viñetas de una persona, que se parece mucho a mí, creciendo en Queensland, y simplemente yuxtaponiendo eso a cómo soy ahora.
En 2008, 16 Lovers Lane se destacó en la serie The Great Australian Albums de SBS TV como una muestra del rock de los 80. El documental fue lanzado posteriormente en DVD.
El 29 de septiembre de 2009, el Ayuntamiento de Brisbane anunció que un puente de tráfico de cuatro carriles, anteriormente conocido como Hale Street Link, pasaría a llamarse Go Between Bridge en honor a la banda, tras una encuesta.
Robert Forster continúa interpretando y escribe artículos para la revista australiana The Monthly.
Muchas bandas y artistas australianos asociados con el género dolewave citan a The Go-Betweens como una gran influencia, incluidos Dick Diver y la cantautora Courtney Barnett.

## Miembros
- Robert Forster - voz, guitarra (1977-1989; 2000-2006)
- Grant McLennan - voz, guitarra, armónica (1977-1989; 2000-2006), bajo (1977-1983)
- Bruce Anthon - batería (1978, 1979-1980)
- Dennis Cantwell - batería (1978)
- Lissa Ross - batería (1978)
- Tim Mustapha - batería (1978-1979)
- Peter Milton Walsh - voz, guitarra (1978-1979)
- Malcolm Kelly - piano, órgano (1979)
- Steven Daly - batería (1980)
- Claire McKenna - batería (1980)
- Dave Tyrer - guitarra (1980)
- Lindy Morrison - batería, voz (1980-1989)
- Robert Vickers - bajo (1983-1987)
- Amanda Brown: violín, oboe, guitarra, teclados, coros (1986-1989)
- John Willsteed - bajo, guitarra (1987-1989)
- Michael Armiger - bajo (1989)
- Adele Pickvance - bajo, coros (2000-2006)
- Matthias Strzoda - batería (2000)
- Janet Weiss - batería, coros (2000)
- Glenn Thompson - batería, coros, teclados (2001-2006)

## Discografía

### Álbumes
- Very Quick on the Eye (disco semioficial grabado 1981 y editado en 2002)
- Send Me A Lullaby (1982)
- Before Hollywood (1983)
- Spring Hill Fair (1984)
- Liberty Belle and the Black Diamond Express (1986)
- Tallulah (1987)
- 16 Lovers Lane (1988)
- The Friends of Rachel Worth (2000)
- Bright Yellow Bright Orange (2003)
- Oceans Apart (2005)
- Worlds Apart EP (2005)

### Recopilaciones y álbumes en vivo
- Metal and Shells (1985)
- The Able Label Singles (1986
- The Peel Sessions EP (1989)
- 1978-1990 (1990)
- Bellavista Terrace: Best of the Go-Betweens (1999)
- 78 'til 79 the Lost Album (1999)
- Live In London (2005)
- That Striped Sunlight Sound live CD/DVD (2006)

### Singles
- «Hammer the Hammer» (1982)
- «Cattle and Cane» (1983)
- «Man O'Sand to Girl O'Sea» (1983)
- «Bachelor Kisses» (1984)
- «Part Company» (1984)
- «Spring Rain» (1986)
- «Head Full of Steam» (1986)
- «Right Here» (1987)
- «Cut It Out» (1987)
- «I Just Caught Out» (1987)
- «Bye Bye Pride» (1987)
- «Streets of Your Town» (1987)
- «Was There Anything I Could Do?» (1988)
- «Love Goes On» (1988)
- «Going Blind» (2000)
- «Suffing Magazines» (2001)
- «Caroline and I» (2003)
- «Here Comes a City» (2005)
- «Finding You» (2005)
- «Worlds Apart» (2005)

### Singles no incluidos en álbumes
- «Lee Remick/Karen» (Able Label, 1978)
- «People Say/Don't Let Him Come Back» (Able Label, 1979)
- «I Need Two Heads/Stop Before You Say It» (Missing Link Records|Missing Link/Postcard Records, 1980)